# Lake Winnebago (Missouri)
Pour les articles homonymes, voir Lake Winnebago.
Lake Winnebago est une ville du comté de Cass, dans le Missouri, aux États-Unis,. Située à l'est du comté, elle est incorporée en 1975.

## Démographie
Lors du recensement de 2010, la ville comptait une population de 1 131 habitants. Elle est estimée, en 2016, à 1 160 habitants.

## Source de la traduction
- (en) Cet article est partiellement ou en totalité issu de l’article de Wikipédia en anglais intitulé « Lake Winnebago, Missouri » (voir la liste des auteurs).